# Joey Tempest
Rolf Magnus Joakim Larsson (født 19. august 1963), bedre kendt som Joey Tempest, er en svensk sanger og sangskriver i rockbandet Europe. Han har skrevet sange som "The Final Countdown", "Rock the Night", "Cherokee" og "Open Your Heart".